# MotoGP amerikai nagydíj
A MotoGP amerikai nagydíja a MotoGP egy versenye, melyet kisebb-nagyobb megszakításokkal eddig összesen 17 alkalommal rendeztek meg.

## Az eddigi versenyek
A pirossal jelzett verseny nem számított bele a világbajnokság végkimenetelébe.
| Év   | Helyszín    | 50 cm³        | Moto3             | Moto2           | MotoGP          | Összefoglaló |
| ---- | ----------- | ------------- | ----------------- | --------------- | --------------- | ------------ |
| 2013 | Laguna Seca |               |                   |                 | Marc Márquez    | Összefoglaló |
| 2012 | Laguna Seca |               |                   |                 | Casey Stoner    | Összefoglaló |
| Év   | Helyszín    | 50 cm³        | 125 cm³           | Moto2           | MotoGP          | Összefoglaló |
| 2011 | Laguna Seca |               |                   |                 | Casey Stoner    | Összefoglaló |
| 2010 | Laguna Seca |               |                   |                 | Jorge Lorenzo   | Összefoglaló |
| Év   | Helyszín    | 50 cm³        | 125 cm³           | 250 cm³         | MotoGP          | Összefoglaló |
| 2009 | Laguna Seca |               |                   |                 | Dani Pedrosa    | Összefoglaló |
| 2008 | Laguna Seca |               |                   |                 | Valentino Rossi | Összefoglaló |
| 2007 | Laguna Seca |               |                   |                 | Casey Stoner    | Összefoglaló |
| 2006 | Laguna Seca |               |                   |                 | Nicky Hayden    | Összefoglaló |
| 2005 | Laguna Seca |               |                   |                 | Nicky Hayden    | Összefoglaló |
| Év   | Helyszín    | 50 cm³        | 125 cm³           | 250 cm³         | 500 cm³         | Összefoglaló |
| 1994 | Laguna Seca |               | Cudzsimura Takesi | Doriano Romboni | Luca Cadalora   | Összefoglaló |
| 1993 | Laguna Seca |               | Dirk Raudies      | Loris Capirossi | John Kocinski   | Összefoglaló |
| 1991 | Laguna Seca |               |                   | Luca Cadalora   | Wayne Rainey    | Összefoglaló |
| 1990 | Laguna Seca |               |                   | John Kocinski   | Wayne Rainey    | Összefoglaló |
| 1989 | Laguna Seca |               |                   | John Kocinski   | Wayne Rainey    | Összefoglaló |
| 1988 | Laguna Seca |               |                   | Jim Filice      | Eddie Lawson    | Összefoglaló |
| Év   | Helyszín    | 50 cm³        | 125 cm³           | 250 cm³         | 500 cm³         | Összefoglaló |
| 1965 | Daytona     | Ernst Degner  | Hugh Anderson     | Phil Read       | Mike Hailwood   | Összefoglaló |
| 1964 | Daytona     | Hugh Anderson | Hugh Anderson     | Alan Shepherd   | Mike Hailwood   | Összefoglaló |
| 1963 | Daytona     | Itó Micuó     | Ernst Degner      | Itó Fumjó       | Don Vesco       | Összefoglaló |